# Thomas Schäfer (Politiker, 1967)
Thomas Schäfer (* 26. Februar 1967 in Nancy, Frankreich) ist ein deutscher Politiker (FDP). Von Januar 2023 bis Januar 2024 war er Abgeordneter im Hessischen Landtag.

## Leben
Schäfer wurde in Nancy geboren und wuchs in Marokko, Mauretanien, Spanien und Deutschland auf. 1986 legte er das Abitur in Bonn ab. Anschließend leistete er von 1987 bis 1988 Wehrdienst. Von 1988 bis 1995 studierte er Maschinenbau an der RWTH Aachen. Er schloss das Studium als Diplom-Ingenieur ab. Von 1990 bis 1996 studierte er Betriebswirtschaftslehre ebenfalls an der RWTH Aachen. Er schloss das Studiums als Diplom-Betriebswirt ab.
Schäfer war bis zu seinem Einzug in den Landtag zum Jahresbeginn 2023 Abteilungsleiter bei der Fraport AG.
Schäfer ist verheiratet und hat eine Tochter.

## Politischer Werdegang

### Parteimitgliedschaft und -Ämter
Schäfer ist seit 1989 Mitglied der FDP. Schäfer hatte in der FDP bereits einige Ämter inne, beispielsweise stellvertretender Ortsvorsitzender, Kreisschatzmeister, stellvertretender Kreisvorsitzender der FDP im Main-Kinzig-Kreis, Bezirksschatzmeister, Mitglied im Landesvorstand (2010–2014) und Mitglied im Bundesvorstand der Jungen Liberalen.

### Kommunalpolitik
Seit 2001 ist Schäfer Stadtverordneter in Maintal. Auf der FDP-Liste stand er auf Platz 2. Seit 2011 ist er Fraktionsvorsitzender der Maintaler FDP in der Stadtverordnetenversammlung.

### Kandidaturen für den Bundestag
Bei den Bundestagswahlen 1998, 2002 und 2005 kandidierte Schäfer im Bundestagswahlkreis Hanau, verfehlte jedoch jeweils den Einzug in den Bundestag.

### Landtag
Bei der Landtagswahl in Hessen 2018 kandidierte Schäfer im Wahlkreis Main-Kinzig II und auf Platz 14 der Landesliste der FDP Hessen für den Hessischen Landtag, verfehlte jedoch zunächst den Einzug in den Landtag. Am 1. Januar 2023 rückte er für Stefan Müller in den Hessischen Landtag nach. Im Januar 2024 schied Schäfer aus dem Hessischen Landtag aus, nachdem er bei der Landtagswahl 2023 kein Mandat mehr erhalten hatte.